# North Pennines

North Pennines in groen aangegeven

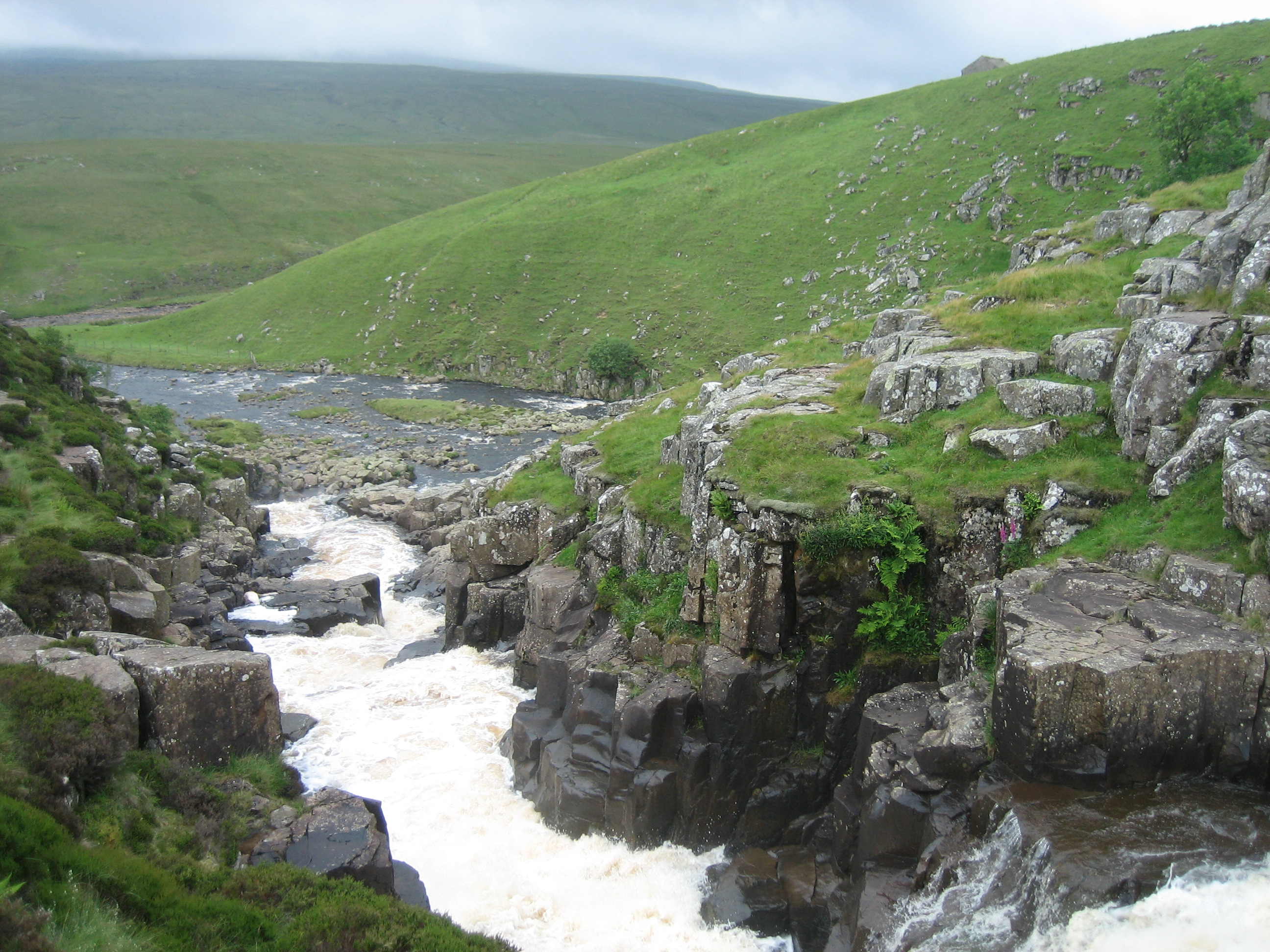
Cauldron Snout, waterval in Upper Teesdale

North Pennines is het noordelijkste deel van het Penninisch Gebergte, een vierhonderd kilometer lange heuvelrug in het midden van noordelijk Engeland. Het bevat moerasheidegebieden en er zijn hooglanddalen. North Pennines ligt tussen Carlisle in het westen en Darlington in het oosten. Tyne Valley is de noordgrens en Stainmore Gap de zuidelijke. Het gebied omvat delen van de graafschappen Cumbria, Durham en Northumberland.
In 1988 werd North Pennines aangewezen als National Landscape vanwege de heidelandschappen (moors) en de sporen van eeuwen landbouwgebruik en loodmijnontginning. Het is met bijna 2000 vierkante kilometer de op een na grootste van de National Landscapes in het Verenigd Koninkrijk en Wales. Isaac's Tea Trail is een route van 58 kilometer door de North Pennines, het loopt van Ninebanks via Allendale, Nenthead naar Alston.
North Pennines is opmerkelijk vanwege de flora en fauna. Er groeien alpiene plantensoorten die nergens anders in Groot-Brittannië gevonden werden. Ook er leven nog rode eekhoorns, die zijn elders in Engeland vrijwel uitgestorven.